# Lednik Dugova
Lednik Dugova (ryska: Ледник Дугова) är en glaciär i Kirgizistan.   Den ligger i oblastet Batken, i den sydvästra delen av landet, 400 km sydväst om huvudstaden Bisjkek. Lednik Dugova ligger 4 446 meter över havet.
Terrängen runt Lednik Dugova är bergig åt nordost, men åt sydväst är den kuperad. Runt Lednik Dugova är det ganska glesbefolkat, med 27 invånare per kvadratkilometer. Det finns inga samhällen i närheten. Trakten runt Lednik Dugova består i huvudsak av gräsmarker.